# Dissecção da aorta
Uma dissecção da aorta ocorre quando uma lesão na camada mais interna da aorta permite a passagem de sangue entre as camadas da parede da aorta, forçando a separação dessas camadas. Na maior parte dos casos está associada a dor súbita e intensa no peito ou nas costas, muitas vezes descrita como dilacerante. Entre outros possíveis sintomas estão vómitos, suores e tonturas. A diminuição do fornecimento de sangue para outros órgãos pode causar um acidente vascular cerebral ou isquemia mesentérica. Uma dissecção da aorta pode causar rapidamente a morte por diminuição do fornecimento de sangue para o coração ou ruptura da aorta.
A dissecção da aorta é mais comum entre pessoas com antecedentes de hipertensão arterial, doenças dos tecidos conjuntivos que enfraqueçam as paredes arteriais, como a síndrome de Marfan e a síndrome de Ehlers-Danlos, válvula aórtica bicúspide e antecedentes de cirurgia cardíaca. Entre outros fatores de risco associados à doença estão trauma físico significativo, fumar, consumo de cocaína, gravidez, aneurisma da aorta ascendente, inflamação das artérias e níveis anormais de lípidos. O diagnóstico é suspeito com base nos sintomas e pode ser confirmado com exames imagiológicos, como tomografia computorizada, ressonância magnética ou ecografia. De acordo com a classificação de Stanford, os dois principais tipos de dissecção da aorta são o tipo A, que envolve a aorta ascendente e o tipo B, que não envolve.
A prevenção consiste em controlar a pressão arterial e não fumar. O tratamento da dissecção da aorta depende da parte da aorta envolvida. As dissecções que envolvem a aorta ascendente geralmente necessitam de cirurgia. A cirurgia pode ser realizada por uma abertura no peito ou por reparação endovascular de aneurisma. As dissecções que envolvem a aorta descendente são geralmente tratadas com medicação para baixar a pressão arterial e o ritmo cardíaco, a não ser que ocorram complicações.
A dissecção da aorta é relativamente rara, estimando-se que ocorram 3 casos em cada 100 000 pessoas por ano. A doença é mais comum entre homens do que entre mulheres. A idade mais comum de diagnóstico são 63 anos, embora cerca de 10% dos casos ocorra antes dos 40 anos. Sem tratamento, cerca de metade das pessoas com tipo A morre ao fim de três dias e cerca de 10% das pessoas com tipo B morre ao fim de um mês. O primeiro caso de dissecção da aorta descrito na literatura é o relatório da autópsia do Jorge II da Grã-Bretanha em 1760. A cirurgia para tratamento da dissecção da aorta foi introduzida na década de 1950 por Michael DeBakey.

## Classificação
De acordo com o risco do paciente e das consequências terapêuticas, teve de ser empregado uma diferenciação entre dissecção aórtica com e sem envolvimento da aorta ascendente. As classificações utilizadas atualmente são orientadas neste critério
Em 1965 o cirurgião norte-americano DeBakey propôs uma divisão em três categorias (tipos DeBakey I a III) . No tipo I tanto a aorta ascendente quando a aorta descendente estão afetadas, no tipo II somente a aorta ascendente e no tipo III somente a aorta descendente.
Para que se pudesse derivar o risco dos pacientes e os passos terapêuticos a partir de uma classificação, a classificação proposta por DeBakey foi simplificada em 1970 por Dailey e colaboradores da Universidade Stanford. Eles uniram os tipos DeBakey I e II juntos e diferenciaram ainda, se a aorta ascendente está afetada (tipo Stanford A ou dissecção proximal) ou não (tipo Stanford B ou dissecção distal). Essa classificação é a mais empregada atualmente.
Ainda é debatido, como devem ser classificados os "precursores" ou "parentes" da dissecção aórtica como o hematoma intramural e a úlcera aórtica penetrante. O hematoma intramural é frequentemente visto e classificado como uma dissecção. Nos países ocidentais ainda se considera como uma dissecção. Nos países asiáticos, ambos são estritamente separados e para o hematoma transmural há consentimento de que uma terapia conservativa seja emprega, porque nesta doença há uma maior cura espontânea.

Uma classificação proposta em 1989 e 2001 por um grupo de trabalho da Sociedade Européia de Cardiologia (SEC) abrange ainda estas alterações da aorta, que não se encaixam na definição clássica de dissecção, mas que se assemelham a ela ou ainda a extrapolam.
No entanto esta classificação ainda não é empregada na rotina clínica, na qual ainda são utilizadas considerações comuns em relação a essa diversidade de doenças parecidas da aorta. A expressão cada vez mais utilizada "Síndrome aórtica aguda" engloba dissecção aórtica, hematoma intramural, úlcera aórtica e ruptura de um aneurisma de aorta.
Uma dissecção é dita aguda quando seus sintomas não duram mais do que 14 dias. Caso dure mais que esse período, a dissecção é dita crônica.

## Sinais e Sintomas
Seus sintomas podem ser confundido com uma síndrome coronária aguda. Os sintomas mais comuns são:
- Dor no peito repentina e grave que pode irradiar para as costas
- Falta de ar
- Pulso mais fraco em um braço do que o outro
- Dor no pescoço, mandíbula ou abdômen
- Paralisia ou fraqueza em um lado do corpo, dificuldade para falar ou perda de visão (sintomas de um acidente vascular cerebral)
- Formigamento, dormência ou dor nos dedos e/ou nos dedos
- Perda de consciência
- Febre
- Dificuldade para caminhar

O sangue pode entrar no pericárdio causando um tamponamento cardíaco rapidamente fatal.

## Causas
É duas vezes mais comum em homens principalmente depois dos 60 anos. Os principais fatores de risco são:
- Endurecimento das artérias por alto colesterol e envelhecimento (Aterosclerose)
- Hipertensão mal controlada
- Parede da aorta debilitada e deformada (Aneurisma)
- Válvula aórtica bicúspide
- Aorta estreita congênita (coartação aórtica)
- Tabagismo
- Uso de cocaína e anfetaminas
- Grávidas
- Levantamento intenso de peso (Fisiculturismo)
- Golpe (Contusão) torácica
- Arterite de células gigantes
- Sífilis vascular

Algumas doenças genéticas também aumentam o risco de dissecação da aorta:
- Síndrome de Turner
- Síndrome de Marfan
- Síndrome de Ehlers-Danlos
- Síndrome de Loeys-Dietz

## Fisiopatologia
Assim como todas as outras artérias, a aorta é composta por três camadas. A camada que está em contato direto com o fluxo sanguíneo é a túnica íntima, geralmente chamada de íntima. Esta camada é composta principalmente de células endoteliais. Logo abaixo desta camada está a túnica média, conhecida como média. Esta "camada média" é composta por células musculares lisas e por tecido elástico. A camada mais externa (mais distante do fluxo sanguíneo) é conhecida como túnica adventícia. Esta camada é composta de tecido conjuntivo.
Na dissecção da aorta, o sangue penetra na íntima e entra na camada média. A alta pressão rasga os tecidos da camada média, permitindo que mais sangue entre no espaço criado. Isso pode se propagar ao longo do comprimento da aorta por uma distância variável, dissecando em direção ou para longe do coração, ou em ambas as direções. O rasgão inicial geralmente está a 100 mm da valva aórtica.
O risco da dissecção da aorta é de que a aorta possa romper, levando a uma perda massiva de sangue, resultando na morte da pessoa.

## Diagnóstico
Os primeiros exames a se pedir são:
- Eletrocardiograma (ECG)
- Raio-X do tórax
- Enzimas cardíacas (troponinas)
- Angiografia por tomografia computadorizada

Investigações complementarem a considerar em caso de dúvida:
- Dímero D
- Ecocardiografia trans-torácica ou transesofágica
- Angiografia por ressonância magnética

## Tratamento
Em uma dissecção aguda utiliza-se principalmente, além de uma terapia analgésica, uma terapia para evitar as complicações.
Os parâmetros de circulação devem ser monitorados rigidamente. Na ocasião de uma pressão sistólica no valor abaixo de 110 mmHg, devem ser utilizados hipotensores beta-bloqueadores e eventualmente nitroprussiato de sódio. Para alívio da dor geralmente são utilizados fortes opiáceos.
As bases terapêuticas se difenciam de acordo com o tipo de dissecção aórtica, já que o tipo A (perto do coração) e o tipo B (na aorta descendente) possuem prognósticos diferentes. A dissecção do tipo A requer cirurgia no momento do diagnóstico, enquanto a do tipo B requer cirurgia somente nas complicações secundárias.

## Prognóstico
O prognóstico dos pacientes com dissecção de aorta era catastrófico até os anos 60 do século XX.
As dissecções agudas tipo A apresentavam em diversos estudos uma mortalidade de 30-70% em 24 horas e de 80–95% na primeira semana. Como três em cada quatro mortes ocorriam nas primeiras duas semanas, o risco de dissecções crônicas era estimado para baixo, pois dificilmente um paciente sobrevivia o primeiro ano.
| Tempo                                     | Sem cirurgia | Com cirurgia |
| ----------------------------------------- | ------------ | ------------ |
| Em 24 horas                               | 20 %         | 10 %         |
| Em uma semana                             | 40 %         | 13 %         |
| Em um mês                                 | 50 %         | 20 %         |
| Tabela 1: Mortalidade na dissecção tipo A |              |              |

Atualmente o prognóstico dos pacientes é melhor. Através de dados analisados em mais de 1100 pacientes observa-se que a dissecção tipo A ainda possui um prognóstico não muito bom, mas possui nitidamente uma mortalidade menor. Estes dados comprovam também, que a cirurgia que hoje é normalmente realizada foi decisiva para a melhora do prognóstico destes pacientes.
Na dissecão do tipo B, que afeta a aorta descendente, o prognóstico é melhor. Para este tipo observa-se taxas de sobrevida em um e dois anos de 80-90% sob terapia medicamentosa isolada. Através de dados de estudos observou-se que este grupo de pacientes possui uma taxa de mortalidade em 30 dias de cerca de 20% para pacientes operados e de cerca de 10% para pacientes que não tiveram de ser operados.